# Clovis (Kalifornija)
Clovis je grad u američkoj saveznoj državi Kalifornija. Prema popisu stanovništva iz 2010. u njemu je živjelo 95,631 stanovnika.